# 1964年の野球
1964年の野球（1964ねんのやきゅう）では、1964年の野球界における動向をまとめる。

## 競技結果

### 日本プロ野球

#### ペナントレース
| 順位 | 球団             | 勝 | 敗 | 分 | 勝率 | 差   |
| 1位  | 阪神タイガース   | 80 | 56 | 4  | .588 | 優勝 |
| 2位  | 大洋ホエールズ   | 80 | 58 | 2  | .580 | 1.0  |
| 3位  | 読売ジャイアンツ | 71 | 69 | 0  | .507 | 11.0 |
| 4位  | 広島カープ       | 64 | 73 | 3  | .467 | 16.5 |
| 5位  | 国鉄スワローズ   | 61 | 74 | 5  | .452 | 18.5 |
| 6位  | 中日ドラゴンズ   | 57 | 83 | 0  | .407 | 25.0 |

| 順位 | 球団             | 勝 | 敗 | 分 | 勝率 | 差   |
| 1位  | 南海ホークス     | 84 | 63 | 3  | .571 | 優勝 |
| 2位  | 阪急ブレーブス   | 79 | 65 | 6  | .549 | 3.5  |
| 3位  | 東映フライヤーズ | 78 | 68 | 4  | .534 | 5.5  |
| 4位  | 東京オリオンズ   | 77 | 68 | 5  | .531 | 6.0  |
| 5位  | 西鉄ライオンズ   | 63 | 81 | 6  | .438 | 19.5 |
| 6位  | 近鉄バファローズ | 55 | 91 | 4  | .377 | 28.5 |

#### 日本シリーズ
| 日付                               | 試合   | ビジター球団（先攻） | スコア   | ホーム球団（後攻） | 開催球場       |
| ---------------------------------- | ------ | -------------------- | -------- | ------------------ | -------------- |
| 10月1日（木）                      | 第1戦  | 南海ホークス         | 2 - 0    | 阪神タイガース     | 阪神甲子園球場 |
| 10月2日（金）                      | 第2戦  | 南海ホークス         | 2 - 5    | 阪神タイガース     | 阪神甲子園球場 |
| 10月3日（土）                      | 移動日 | 移動日               | 移動日   | 移動日             | 移動日         |
| 10月4日（日）                      | 第3戦  | 阪神タイガース       | 5 - 4    | 南海ホークス       | 大阪球場       |
| 10月5日（月）                      | 第4戦  | 阪神タイガース       | 3 - 4x   | 南海ホークス       | 大阪球場       |
| 10月6日（火）                      | 第5戦  | 阪神タイガース       | 6 - 3    | 南海ホークス       | 大阪球場       |
| 10月7日（水）                      | 移動日 | 移動日               | 移動日   | 移動日             | 移動日         |
| 10月8日（木）                      | 第6戦  | 雨天中止             | 雨天中止 | 雨天中止           | 阪神甲子園球場 |
| 10月9日（金）                      | 第6戦  | 南海ホークス         | 4 - 0    | 阪神タイガース     | 阪神甲子園球場 |
| 10月10日（土）                     | 第7戦  | 南海ホークス         | 3 - 0    | 阪神タイガース     | 阪神甲子園球場 |
| 優勝：南海ホークス（5年ぶり2回目） |        |                      |          |                    |                |

#### 個人タイトル
|              | セントラル・リーグ | セントラル・リーグ | セントラル・リーグ | パシフィック・リーグ | パシフィック・リーグ | パシフィック・リーグ |
| タイトル     | 選手               | 球団               | 成績               | 選手                 | 球団                 | 成績                 |
| ------------ | ------------------ | ------------------ | ------------------ | -------------------- | -------------------- | -------------------- |
| 最優秀選手   | 王貞治             | 巨人               |                    | J.スタンカ           | 南海                 |                      |
| 最優秀新人   | 高橋重行           | 大洋               |                    | 該当者なし           | 該当者なし           | 該当者なし           |
| 沢村栄治賞   | G.バッキー         | 阪神               |                    |                      |                      |                      |
| 首位打者     | 江藤慎一           | 中日               | .323               | 広瀬叔功             | 南海                 | .366                 |
| 最多本塁打   | 王貞治             | 巨人               | 55本               | 野村克也             | 南海                 | 41本                 |
| 最多打点     | 王貞治             | 巨人               | 119打点            | 野村克也             | 南海                 | 115打点              |
| 最多盗塁     | 古葉竹識           | 広島               | 57盗塁             | 広瀬叔功             | 南海                 | 72盗塁               |
| 最多安打     | 桑田武             | 大洋               | 161安打            | 土井正博             | 近鉄                 | 168安打              |
| 最高出塁率   | 王貞治             | 巨人               | .456               | 張本勲               | 東映                 | .426                 |
| 最優秀防御率 | G.バッキー         | 阪神               | 1.89               | 妻島芳郎             | 東京                 | 2.15                 |
| 最多勝利     | G.バッキー         | 阪神               | 29勝               | 小山正明             | 東京                 | 30勝                 |
| 最多奪三振   | 金田正一           | 国鉄               | 231奪三振          | 尾崎行雄             | 東映                 | 197奪三振            |
| 最高勝率     | 石川緑             | 阪神               | .769               | J.スタンカ           | 南海                 | .788                 |

#### ベストナイン
|          | セントラル・リーグ | セントラル・リーグ | パシフィック・リーグ | パシフィック・リーグ |
| 守備位置 | 選手               | 球団               | 選手                 | 球団                 |
| -------- | ------------------ | ------------------ | -------------------- | -------------------- |
| 投手     | G.バッキー         | 阪神               | J.スタンカ           | 南海                 |
| 捕手     | 森昌彦             | 巨人               | 野村克也             | 南海                 |
| 一塁手   | 王貞治             | 巨人               | 榎本喜八             | 東京                 |
| 二塁手   | 高木守道           | 中日               | D.スペンサー         | 阪急                 |
| 三塁手   | 長嶋茂雄           | 巨人               | 小玉明利             | 近鉄                 |
| 遊撃手   | 吉田義男           | 阪神               | 小池兼司             | 南海                 |
| 外野手   | 江藤慎一           | 中日               | 高倉照幸             | 西鉄                 |
| 外野手   | 近藤和彦           | 大洋               | 張本勲               | 東映                 |
| 外野手   | 重松省三           | 大洋               | 広瀬叔功             | 南海                 |

### 高校野球
- 第36回選抜高等学校野球大会優勝 徳島海南（徳島県）
- 第46回全国高等学校野球選手権大会優勝 高知（高知県）

### 大学野球
- 第13回全日本大学野球選手権大会優勝：駒澤大

- 東京六大学野球連盟優勝 春：早稲田大、秋：慶應義塾大
- 東都大学野球連盟優勝 春：駒澤大、秋：中央大
- 関西大学野球連合優勝 春：関西学院大、秋：同志社大

### 社会人野球
- 第35回都市対抗野球大会優勝：日本通運

### メジャーリーグ
- ワールドシリーズ
セントルイス・カージナルス（ナ・リーグ） （4勝3敗） ニューヨーク・ヤンキース（ア・リーグ）

## できごと

### 1月
- 1月6日 - 東映は今年の新陣容を発表し、前国鉄コーチの藤村富美男が一軍打撃コーチに就任[3]。
- 1月11日
  - 阪神のマイク・ソロムコと大毎オリオンズの若生智男の交換トレードが成立[4]。
  - 早稲田大学野球部は昨年12月に辞任した石井連蔵の後任の監督に石井藤吉郎が就任したと発表[5]。
- 1月16日
  - パ・リーグのオーナー会議は午後0時半から東京・丸の内のパレス・ホテルにて行われ、大毎のオーナー永田雅一の「チーム名を『東京オリオンズ』へ改称したい」との申し出を承認[6][7]。
  - 東映は前巨人の渡海昇二と前大洋の権藤正利の入団を正式に発表[8]。

### 2月
- 2月12日 - 中日ドラゴンズは午後、名古屋市中区の中部日本新聞本社にて、オーナーの大島一郎が勇退し、中部日本新聞社監査役の野崎利夫が球団社長に、球団代表の高田一夫が辞任し後任に中日スポーツ総局長の吉江信太郎がそれぞれ就任したと発表[9]。
- 2月17日
  - 阪急ブレーブスは元シンシナチ・レッズのダリル・スペンサーと元ロサンゼルス・エンゼルスのゴードン・ウインンドホーンの入団を正式に発表[10]。
  - 阪急は春季キャンプにてテスト生として参加していた前大洋の三平晴樹の採用を決定[11]。

### 3月
- 3月14日 - プロ野球のパ・リーグ公式戦が開幕[12]。
- 3月20日 - プロ野球のセ・リーグ公式戦が開幕[13]。

### 4月
- 4月5日
  - 第36回選抜高校野球大会の決勝戦が午後1時から阪神甲子園球場にて行われ、海南高校が尾道商業を3-2で下し、大会初優勝を達成[14]。
  - 中日の江藤慎一がナゴヤ球場での対阪神ダブルヘッダー第1試合2回戦の9回裏に3号本塁打を放ち、プロ通算100本塁打を達成[15]。
- 4月18日 - 国鉄の根来広光が東京スタジアムでの対中日3回戦の2回裏の第1打席で安打を放ち、8打席連続安打のセ・リーグタイ記録[16]。第2打席で右飛に倒れ記録は8でストップ。

### 5月
- 5月2日 - 阪神の山内一弘が後楽園球場での対巨人6回戦の3回表に4号本塁打を放ち、これで通算266本目の本塁打となり、青田昇の持つ通算最多本塁打の記録を更新[17]。
- 5月3日 - 巨人の王貞治が後楽園球場での対阪神7回戦で、日本プロ野球史上初の1試合4打席連続本塁打を記録[18]。
- 5月10日 - 阪神が甲子園球場での対国鉄ダブルヘッダー第一試合の11回戦に勝利し、球団創設1000勝目を挙げる[19]。
- 5月13日 - 近鉄が大阪球場での対南海7回戦で牧野伸、山本重政の2投手が南海を無安打に抑え、3-1で勝利。1959年5月21日に阪神村山実が巨人相手に達成して以来日本プロ野球史上4度目の「無安打有得点勝利」[20]。
- 5月16日 - 西鉄ライオンズの井上善夫が平和台球場での阪急ブレーブス9回戦でノーヒットノーランを達成[21]。
- 5月21日 - 東京の小山正明が東京スタジアムでの対阪急12回戦の3回表に阪急の打者石川進から三振を奪い、プロ通算2000奪三振を達成[22]。
- 5月26日 - 阪急の米田哲也が西宮球場での対西鉄12回戦で勝利投手となり、プロ通算150勝を達成[23]。

### 6月
- 6月7日 - 中日は中日スタヂアムでの対大洋13回戦の試合後の午後11時50分、球団社長の野崎利夫と球団代表の吉江信太郎が球場内の役員室にて監督の杉浦清に対し休養を申し渡し、杉浦もこれを了承。中日は7日までに21勝35敗の成績で最下位に低迷していた[24]。
- 6月8日 - 中日は名古屋市中区の球団事務所にて監督の杉浦清の休養に伴う首脳陣用を協議し、打撃コーチの西沢道夫の代理監督就任、二軍コーチの小島禎二の一軍コーチ昇格、一軍投手コーチの加藤進の二軍コーチへの配置転換を決定[25]。
- 6月11日 - 南海の広瀬叔功が大阪球場での対西鉄14回戦の6回裏に9号3点本塁打を放ち、25試合連続安打のパ・リーグ新記録を達成[26]。
- 6月13日 - 阪神の村山実が甲子園球場での対国鉄12回戦の12回表にリリーフ登板し、その裏チームがサヨナラ勝ちしたため勝利投手となり、プロ通算100勝を達成[27]。
- 6月17日 - 後楽園球場での巨人対中日12回戦の5回表中日の攻撃中、ジム・マーシャルの右翼への本塁打性の打球を観客がキャッチ、判定はアウトとなり、一時中日が試合放棄寸前まで発展。連盟提訴することで22分後に再開[28][29]。
- 6月20日 - 巨人の長島茂雄が後楽園球場での対国鉄18回戦の4回裏に安打を放ち、プロ通算1000安打を達成[30]。
- 6月30日 - 広島市民球場での広島対阪神15回戦で、2回裏広島が無死一・二塁、広島の打者阿南準郎がバントを試みるも小フライとなり、これを阪神の投手の石川緑がダイレクトで捕球したかワンバウンドで捕球したかを巡って審判団と広島・阪神ベンチの間で紛糾し、約2時間半後、審判団はノーゲームを宣告[31]。場内放送で試合中止が宣告された後、ファンが暴徒化して球場施設を破壊するなど騒乱状態に陥る[32]。

### 7月
- 7月12日 - 川崎球場での大洋対巨人14回戦で、9回表に左翼の守備についた長田幸雄に対し外野席のファンがウイスキーの瓶を投げつけ、これに怒った長田がフェンスをよじ登ってスタンドに入り、この行為が選手がスタンドに入ることを禁じた野球規則に抵触するとして、線審の松橋慶季は長田に対し退場処分を命じる[33]。
- 7月16日
  - 国鉄スワローズの金田正一が神宮球場での対大洋20回戦の6回裏にマイク・クレスニックから三振を奪い、プロ通算4000奪三振を達成[34]。
  - 巨人の王貞治が後楽園球場での対広島22回戦の7回裏に35号本塁打を放ち、プロ通算150本塁打を達成[35]。
- 7月28日 - 中日は野球評論家で球団OBの坪内道則が一軍ヘッドコーチに就任にしたと発表[36]。
- 7月29日
  - 国鉄の豊田泰光が川崎球場での対大洋22回戦の4回表に安打を放ち、プロ通算1500安打を達成[37]。
  - 巨人の広岡達朗が中日球場での対中日20回戦で、プロ通算1000安打を達成[38]。
- 7月30日 - 国鉄の金田正一が川崎球場での対大洋23回戦で勝利投手となり20勝目を挙げ、14年連続の20勝を達成[39]。

### 8月
- 8月4日
  - 第35回都市対抗野球大会兼社会人野球日本選手権大会の決勝戦が午後6時半から後楽園球場にて行われ、浦和市（日本通運）が川崎市（日本コロムビア）に2-0で勝ち、大会初優勝を達成[40]。
  - 東映の嵯峨健四郎が日生球場での対近鉄23回戦の7回表に三塁ゴロに倒れ、52打席連続無安打のパ・リーグタイ記録[41]。
- 8月6日 - 西鉄の若生忠男が東京スタジアムでの対東京26回戦の六回裏に醍醐猛夫から三振を奪い、プロ通算1000奪三振を達成[42]。
- 8月8日 - 東京の矢頭高雄が東京スタジアムでの対東京22回戦に出場し、プロ通算1000試合出場を達成[43]。
- 8月9日 - 阪神の山内一弘は中日球場での対中日ダブルヘッダー第一試合の17回戦に出場し、プロ通算1500試合出場を達成[44]。
- 8月12日 - 阪急の中田昌宏が西宮球場での対近鉄ダブルヘッダー第2試合の24回戦に出場し、プロ通算1000試合出場を達成[45]。
- 8月13日 - 東京の小山正明が大阪球場での対南海27回戦に先発して勝利投手となって24勝目を挙げ、プロ通算200勝を達成[46]。
- 8月15日 - 国鉄の金田正一が東京スタジアムでの対広島23回戦で勝利投手となり、プロ通算350勝を達成[47]。
- 8月18日 - 中日の中山義朗が中日球場での対巨人22回戦に先発登板し、ノーヒットノーランを達成[48]。
- 8月26日 - 南海の野村克也とケント・ハドリが対近鉄戦（大阪）の2回無死の場面で、日本プロ野球記録を更新するシーズン5度目のアベック本塁打を記録。
- 8月31日 - 大洋の鈴木隆が対広島戦（川崎）で登板し、日本プロ野球タイ記録の月間17試合登板を達成。

### 9月
- 9月1日 - 阪神の三宅秀史が甲子園球場での対巨人25回戦の八回裏に3号本塁打を放ち、プロ通算100本塁打を達成[49]。
- 9月6日 - 巨人の王貞治が川崎球場で行われた対大洋ダブルヘッダー第一試合の24回戦の一回表に52号本塁打、六回表に53号本塁打を放ち、野村克也が1963年に記録した年間最多本塁打52を更新[50]。
- 9月7日 - 日本シリーズ運営委員会は午後3時より銀座・日生会館にて開かれ、シリーズ史上初めてナイターで行うことを決定。東京オリンピックの開幕に合わせてペナントレースを前倒しし、時期的にナイターでの実施が可能と判断したもの[51]。
- 9月9日 - パ・リーグのオーナー会議が千代田区紀尾井町のホテル・ニューオークラにて午後零時半から開かれ、パ・リーグ会長の中沢不二雄の留任と、来シーズンを28回戦総当たりとすることなどを決定[52]。
- 9月14日 - 秋田市八橋球場で行われた東映対西鉄ダブルヘッダー第一試合の29回戦で、東映がこの試合に中堅手として先発出場した西鉄の三好守が試合前西鉄が提出した現役選手登録25名に入っていないと指摘。東映は連盟に提訴へ[53]。
- 9月19日 - 阪急対東京27回戦が西京極球場で午後2時より行われ、阪急が東京に延長10回4-6で敗れたため、南海の1962年以来3年ぶりのリーグ優勝が決定[54]。
- 9月22日 - 西鉄の玉造陽二が平和台球場での対近鉄25回戦の九回裏に安打を放ち、プロ通算1000安打を達成[55]。
- 9月23日 - 後楽園球場で巨人対大洋のダブルヘッダーが行われ、この試合が最終試合の巨人は第二試合の28回戦で王貞治が5回表に55号本塁打を放ち、年間最多本塁打を最終的に「55」に伸ばした[56]。
- 9月26日
  - 甲子園球場にて大洋対阪神のダブルヘッダー27、28回戦が行われ、大洋は1勝すればリーグ優勝が決まったが、阪神が第一試合を5-0、第二試合を3-2で連勝し、セ・リーグの優勝決定は持ち越しとなる[57]。
  - 大洋は全日程を終了、セ・リーグの優勝は阪神の残り3試合で2勝すれば阪神優勝、2敗で大洋優勝となる[58]。
- 9月29日 -【MLB】サンフランシスコ・ジャイアンツの村上雅則がヒューストン・コルト45's戦で同点の9回より登板、3イニングを内野安打1本の無失点に抑えて、同回裏にサヨナラ勝利。日本人として初めてメジャーリーグで勝利投手となる[59]。
- 9月29日 - パ・リーグは公式戦日程を終了[60]。
- 9月30日 - 阪神が甲子園球場での対中日ダブルヘッダー第一試合の27回戦で12-3と勝利し、セ・リーグ優勝を決める[61]。

### 10月
- 10月1日 - 近鉄は監督の別当薫の辞任を了承[62]。
- 10月3日 - 沢村賞の選考会が東京運動記者クラブ部長会によって東京・有楽町の「レバンテ」にて行われ、阪神のジーン・バッキーが選出される[63]。
- 10月10日 - 日本シリーズの第7戦が甲子園球場にて午後6時59分より行われ、南海が阪神を3-0と下し、1959年以来2度目の日本一[64]。
- 10月30日 - コミッショナー事務局は最優秀選手にセ・リーグは王貞治、パ・リーグはジョー・スタンカ、最優秀新人はセ・リーグは高橋重行、パ・リーグは「該当者なし」と発表[65]。

### 11月
- 11月6日 - 巨人は来年2月の宮崎での春季キャンプにてロサンゼルス・ドジャースの打撃コーチのケン・マイアーズ、投手コーチのトミー・ラソーダを臨時コーチとして招聘すると発表[66]。
- 11月7日 - 阪神は野球評論家の岩本章良が一軍打撃コーチに就任したと発表[67]。
- 11月21日 - プロ野球実行委員会が午前10時より東京・日比谷の日生会館にて行われ、来シーズンの開幕日、試合数について協議し、セ・パともに4月10日に開幕し、28回総当たりで年140試合行うと決定。1962年以来3年ぶりにセ・パともに開幕日、試合数が統一することになった[68]。

### 12月
- 12月14日 - 巨人は近鉄を自由契約となった関根潤三の入団を正式に発表[69]。
- 12月16日 - 野球体育博物館に表彰掲揚される野球人を選ぶ特別表彰委員会が午前10時から日生会館にて開かれ、故宮原清の野球殿堂入りを決定[70]。
- 12月22日 - 東京は東京・京橋の大映本社にて記者会見し、法政大学野球部前監督の田丸仁が入団し二軍監督に就任したと発表[71]。
- 12月23日 - 巨人は午後3時半より東京・銀座の読売新聞本社記者会見を行い、金田正一の入団を正式に発表[72]。

## 誕生

### 1月
- 1月10日 - 福王昭仁
- 1月13日 - ホセ・ヌーニェス
- 1月15日 - 源五郎丸洋
- 1月16日 - 西岡剛
- 1月22日 - 鈴木哲

### 2月
- 2月3日 - 片瀬清利
- 2月13日 - 宮本和知
- 2月17日 - マイク・キャンベル
- 2月19日 - 月山栄珠
- 2月26日 - 廣田浩章

### 3月
- 3月13日 - ウィル・クラーク
- 3月14日 - 益田尚哉
- 3月31日 - バルビーノ・ガルベス

### 4月
- 4月4日 - 小沢章一（+ 2006年）
- 4月11日 - ブレット・セイバーヘイゲン
- 4月12日 - 加藤哲郎
- 4月13日 - 西崎幸広
- 4月20日 - ジミー・ジョーンズ
- 4月22日 - 武田康
- 4月28日 - バリー・ラーキン

### 5月
- 5月1日 - 羽生田忠克
- 5月1日 - 青井要
- 5月6日 - 荒木大輔
- 5月10日 - 山川周一
- 5月11日 - 遠田誠治
- 5月11日 - ビリー・ビーン
- 5月19日 - ルイス・アキーノ
- 5月20日 - ジェフ・シュワーズ
- 5月26日 - ウィリー・フレーザー
- 5月26日 - 本間立彦
- 5月27日 - レイモンド・ヤング

### 6月
- 6月2日 - 高柳出己
- 6月3日 - ネルソン・リリアーノ
- 6月4日 - アントニオ・パチェコ
- 6月7日 - 相場勤
- 6月9日 - 高田誠
- 6月11日 - 畠山準
- 6月11日 - 畑山俊二
- 6月16日 - 仲田幸司
- 6月21日 - 畝龍実
- 6月21日 - 石井浩郎
- 6月22日 - 笘篠誠治
- 6月23日 - 古久保健二
- 6月23日 - 森士
- 6月25日 - 猪俣隆
- 6月28日 - ケビン・ライマー
- 6月28日 - マーク・グレース
- 6月29日 - 御子柴進

### 7月
- 7月2日 - ホセ・カンセコ
- 7月2日 - オジー・カンセコ
- 7月3日 - 大久保学
- 7月6日 - 頓田国満
- 7月7日 - 清水雅治
- 7月10日 - 高橋雅裕
- 7月10日 - 松谷竜二郎
- 7月11日 - 今野隆裕
- 7月11日 - 染宮修支
- 7月14日 - 新谷博
- 7月21日 - 大田勇治
- 7月22日 - 藤本修二
- 7月23日 - 金子誠一
- 7月24日 - バリー・ボンズ
- 7月27日 - 植田幸弘
- 7月28日 - 阿波野秀幸
- 7月28日 - ボブ・ミラッキ

### 8月
- 8月3日 - 栗田聡
- 8月23日 - ジェフ・マント
- 8月24日 - キップ・グロス

### 9月
- 9月1日 - ルイス・ロペス
- 9月1日 - デビッド・ウエスト
- 9月11日 - エリス・バークス
- 9月18日 - 橋本武広
- 9月24日 - ラファエル・パルメイロ
- 9月26日 - 関清和
- 9月27日 - 川相昌弘
- 9月29日 - 阿井英二郎
- 9月30日 - 石井章夫
- 9月30日 - ダグ・ジェニングス

### 10月
- 10月7日 - 藤本茂喜
- 10月10日 - 住吉義則
- 10月12日 - 彦野利勝
- 10月13日 - 荒井幸雄
- 10月14日 - ジョー・ジラルディ
- 10月25日 - 石井丈裕
- 10月27日 - 前田耕司
- 10月30日 - 呂明賜

### 11月
- 11月1日 - オレステス・キンデラン
- 11月6日 - 依田政彦
- 11月10日 - ケニー・ロジャース
- 11月16日 - ドワイト・グッデン
- 11月16日 - 松原靖
- 11月16日 - 大順将弘

### 12月
- 12月3日 - パンチ佐藤
- 12月11日 - 寺西秀人
- 12月12日 - アロンゾ・パウエル

## 死去
- 2月13日 - ケン・ハブス（* 1941年）
- 3月23日 - 清水秀雄（* 1918年）
- 4月8日 - ジム・アンブリット（* 1930年）